# Marek Čech
Marek Čech, född 26 januari 1983, är en slovakisk före detta fotbollsspelare som spelade som vänsterback. Han spelade under sin karriär för Inter Bratislava, Sparta Prag, FC Porto, West Bromwich Albion, Trabzonspor, Bologna FC, Boavista och Como. Han spelade även för det slovakiska landslaget och var regelbundet uttagen till startelvan i kvalmatcherna inför EM 2008.

## Karriär
Čech vann den slovakiska superligan med Inter Bratislava säsongen 2001/2002. Säsongen 2004/2005 blev han tjeckisk mästare med Sparta Prag.
Säsongen 2005/2006 var Čech en del av FC Portos trupp som vann den portugisiska ligan, den portugisiska supercupen och den inhemska cupen. Den 15 juli 2008 köptes han av West Bromwich Albion för 1,4 miljoner pund. Han gjorde sin debut månaden efter i en 1-0-förlust mot Arsenal i öppningsmatchen av säsongen 2008/2009.